# Gallus Anonymus
Gallus Anonymus ou Gall Anonim (1066-1145) est un chroniqueur, moine bénédictin, chapelain à la cour de Bolesław III et auteur de la première histoire de la Pologne, Cronica et gesta ducum sive principum Polonorum, écrite en latin vers 1109-1113. Son véritable nom est inconnu, car il n'a pas souhaité signer son œuvre, se désignant uniquement par les termes « exilé et pèlerin ». Il a été nommé Gallus Anonymus ultérieurement, en référence à son  origine supposée.

## Biographie
On ne sait que très peu de lui. Moine bénédictin, probablement d’origine franque ou gallo-romane, Gallus serait arrivé en Pologne de l'abbaye de Saint-Gilles par l'Italie et la Hongrie. Cependant des recherches récentes, notamment celles du professeur Tomasz Jasiński, relie le premier historien polonais avec Venise. 
Il travailla pour la chancellerie du roi Bolesław III et à sa demande, il écrit une chronique relatant la naissance de l'État polonais jusqu’en 1113.

## Chronique

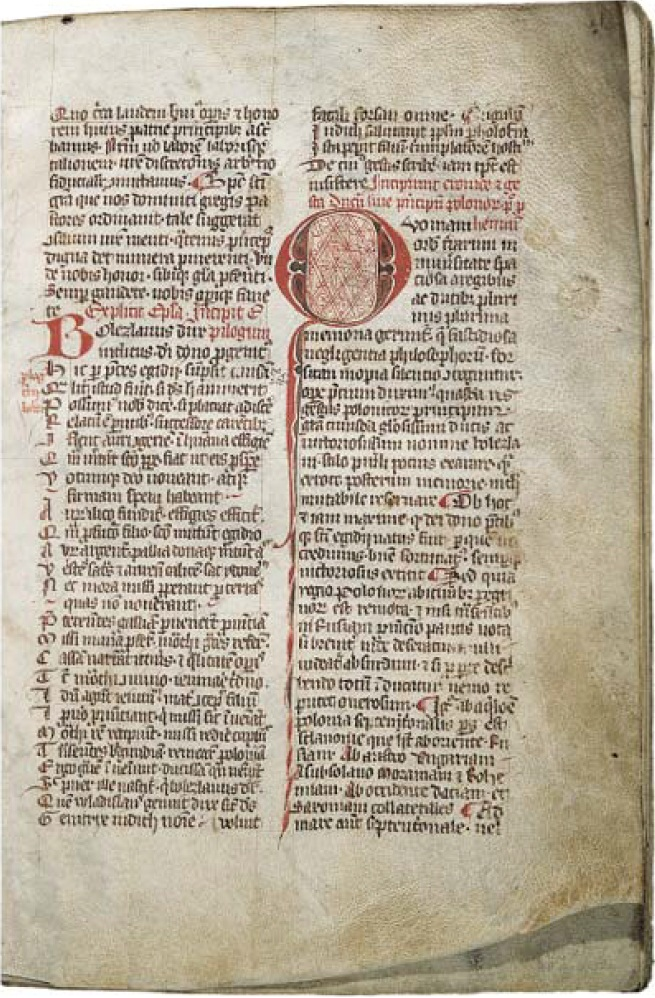
Manuscrit de la chronique du XIVe siècle.

Sa chronique latine, considéré également comme la première œuvre majeure de la littérature polonaise, est composée de trois volumes, le dernier s'achevant brutalement en 1113.
Dans le premier livre, Gallus décrit les origines de l’État polonais et conte les actions des fondateurs du Royaume qui sont des prédécesseurs de Bolesław III de la dynastie Piast : Piast le Charron, Siemowit, Lech, Siemomysł. Ne disposant pas de sources écrites, il se fonde sur la tradition orale pour relater ces temps légendaires. Ses descriptions topographiques sont très précises ainsi que les biographies de Mieszko Ier et Bolesław Ier. Le portrait de ce dernier est très idéalisé. Le premier livre contient un poème sur la naissance de Bolesław III qui est comparée à la naissance du Christ. Gallus insiste sur le fait que la Pologne a adopté le christianisme, ce qui lui a permis de renforcer sa position en Europe et d’être une nation à part entière.
Le deuxième livre décrit la jeunesse de Bolesław III. Gallus s’y emploie à glorifier le souverain (le commanditaire de son ouvrage), depuis sa naissance jusqu’en 1108.
Le troisième livre décrit les faits d’armes de Bolesław III.
La chronique de Gallus Anonymus s’inspire fortement des chansons de geste et des hagiographies médiévales. Son style est très riche et d'une grande variété littéraire.
Il n'existe à ce jour aucun manuscrit original connu. Seulement trois exemplaires manuscrits postérieurs se sont conservés. Le plus ancien date du XIVe siècle, les deux autres sont du XVe.

## Influence
La chronique de Gallus Anonymus tient une place fondamentale dans l'historiographie polonaise. 
Sa description de la naissance légendaire de l’État polonais peut être illustrée par le proverbe latin Vox populi, vox dei. 
Le personnage de Gallus Anonymus et son œuvre ont inspiré de nombreux romanciers contemporains :
- Antoni Gołubiew (pl) (cycle Bolesław Chrobry, 1947-1954) ;
- Teodor Parnicki (pl) (entre autres Srebrne orły, 1944-1945) ;
- Aniela Gruszecka (pl) (trilogie Powieść o kronice Galla, 1962).

## Sources
- Galli Anonimi Chronicon, Varsovie, 1948 (fac similé du manuscrit).
- Pierre David, Les sources de l’histoire de Pologne à l’époque des Piasts (963-1386), Les Belles Lettres, Paris, 1934[5].
- Marian Plezia, Nowe studia nad Gallem Anonimem, in : Mente et litteris, Poznań, 1984.
- Gesta principum Polonorum = The deeds of the princes of the Poles, Budapest, 2003,  (ISBN 963-9241-40-7).